# Trixie Mattel
Trixie Mattel, pseudonimo di Brian Michael Firkus (Milwaukee, 23 agosto 1989), è un personaggio televisivo, cantautore, comico e drag queen statunitense, noto per aver partecipato alla settima edizione di RuPaul's Drag Race, classificandosi sesto, e per aver vinto la terza edizione di RuPaul's Drag Race All Stars.
Mattel è co-presentatore della web serie UNHhhh e dello spin-off di Viceland, The Trixie & Katya Show con Katya Zamolodchikova. Il suo primo studio album, Two Birds, fu pubblicato nel 2017 e seguito dal suo secondo album, One Stone, nel 2018. Il suo terzo album, Barbara, è stato pubblicato il 7 febbraio 2020.

## Biografia
Firkus nasce a Silver Cliff, Wisconsin nel 1989. È per metà Ojibway e proveniente da una famiglia nativa americana di Crivitz, nel Wisconsin. Aveva un patrigno violento che era solito picchiarlo (a volte anche con la cinghia della cintura) e chiamarlo "Trixie", come insulto derogatorio, ogni qualvolta si comportava in modo effeminato, cosa che ha poi ispirato il suo pseudonimo.
Originariamente una delle sue prime scelte fu di farsi chiamare "Cupcake" prima di optare definitivamente per "Trixie" come nome d'arte. Dopo essersi diplomato alla scuola superiore, Firkus ha studiato all'University of Wisconsin–Madison, laureandosi in teatro musicale.

## Carriera

### Gli inizi
Firkus comincia ad esplorare l'arte drag negli anni del college, quando assiste alle proiezioni teatrali di Rocky Horror Picture Show all'Oriental Theatre di Milwaukee in un ambiente mentalmente aperto e ricco di stimoli. Comincia quindi ad esibirsi in drag al ‘’La Cage Night Club’’ di Milwaukee e alle serate bingo ad Hamburger Mary’s, dove il suo personaggio drag non riscuoteva il successo che avrebbe raggiunto successivamente. Più che una donna, infatti, il personaggio Trixie Mattel rappresenta una Barbie in carne ed ossa, cosa non sempre apprezzata e compresa appieno dalla scena queer locale dell'epoca. Tuttavia, il successo raggiunge finalmente Trixie qualche anno più tardi, quando entra a far parte del cast della settima edizione di RuPaul's Drag Race.

### RuPaul's Drag Race
Come concorrente nella settima edizione di RuPaul's Drag Race, Mattel è stata eliminata nel quarto episodio per poi essere re-inserita nella competizione nell'ottavo episodio, vincendo la sfida "Regine siamesi" (Conjoined Twins) insieme a Pearl Liaison. Mattel è stata nuovamente eliminata nel decimo episodio, classificandosi sesta e diventando la prima concorrente a durare più di un episodio dopo essere tornata nella gara.
Mattel ha successivamente gareggiato nella terza edizione di RuPaul's Drag Race All Stars, che ebbe la sua prima TV statunitense il 25 gennaio 2018. Durante l'ultimo episodio, le sue compagne concorrenti hanno votato per farla arrivare nella finale a due, dove ha finalmente vinto contro la seconda classificata Kennedy Davenport nel playback finale.
Nel 2018 ha gareggiato nello speciale televisivo RuPaul's Drag Race Holi-slay Spectacular e ha "vinto" assieme a tutte le altre concorrenti.

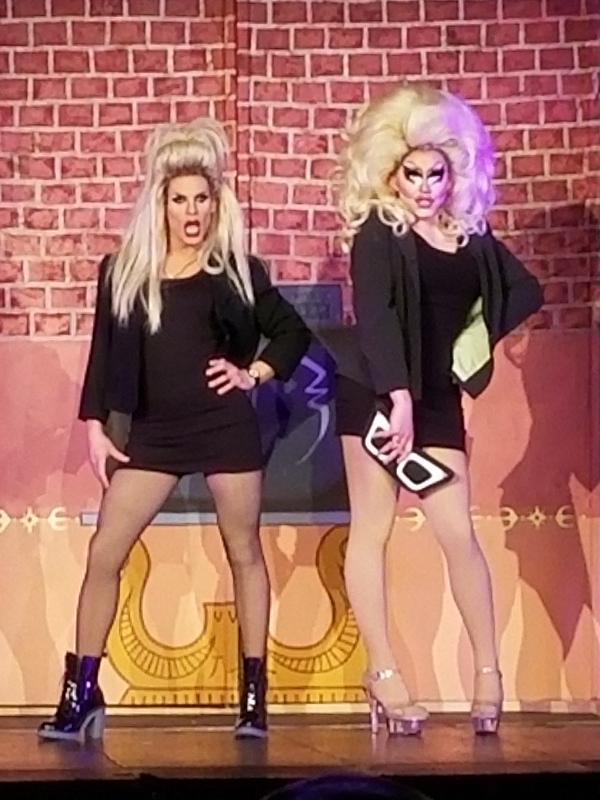
Trixie si esibisce con Katya Zamolodchikova a San Francisco

### Musica
Firkus, oltre ad essere una drag queen di fama internazionale, è anche un cantante di musica country folk. Dopo la prima apparizione su RuPaul's Drag Race, pubblica il primo album in studio Two Birds il 2 maggio 2017, seguito dall'EP natalizio Homemade Christmas e da One Stone, quest'ultimo in concomitanza della messa in onda della propria vittoria nella finale della terza edizione di RuPaul's Drag Race All Stars.
One Stones si posiziona primo nella classifica Top Heatseekers, garantendo a Firkus il suo primo posizionamento in cima ad una classifica Billboard. Nel 2019 viene realizzato un documentario sull'ascesa alla fama di Trixie Mattel intitolato Trixie Mattel: Moving Parts, per il quale, il 20 dicembre 2019, viene pubblicata la colonna sonora, contenente varie tracce fra cui originali di Firkus e cover di altri artisti, oltre alla canzone Kitty Girl del cast di All Stars 3. Il 7 febbraio 2020 esce Barbara, il primo album di Mattel pubblicato con l’aiuto di un'etichetta discografica. Il 30 aprile 2021 segue un EP di cover, Full Coverage, Vol. 1.

### Serie web
In seguito all'esperienza della settima edizione di RuPaul's Drag Race, Trixie Mattel e la collega Katya Zamolodchikova conducono uno special della serie YouTube Fashion Photo Ruview sul canale di WOWPresents, pubblicato il 31 dicembre 2015.
Il successo di questo video spinge WOWPresents a lanciare la web series comica UNHhhh, dove Trixie e Katya discutono dei più disparati argomenti nel loro humour distintivo. La serie ha un grande successo e riceve, nel corso degli anni, quattro nomination agli Streamy Awards. Ad ottobre 2017, WOWPresents annuncia la fine della serie dopo la sua seconda stagione e annuncia la creazione di uno spin-off televisivo chiamato The Trixie and Katya Show su Viceland. Durante le riprese della prima stagione, una crisi personale della Zamolodchikova provoca la sostituzione di quest'ultima da parte di Bob the Drag Queen.
Dopo una sola stagione di quest'ultima serie, UNHhhh torna in produzione ad ottobre 2018. Il 2019 vede la creazione di una nuova serie prodotta da Netflix, disponibile su YouTube: I Like To Watch. Negli episodi il duo guarda e reagisce a produzioni originali Netflix offrendo il proprio commento umoristico. Durante la quinta stagione di UNHhhh, la pandemia di COVID-19 costringe il duo ad interrompere le riprese e a creare uno spin-off registrato a distanza nelle rispettive abitazioni: Trixie and Katya Save the World.

## Altre attività
A maggio 2019 viene annunciata la creazione di Trixie Cosmetics, linea di prodotti cosmetici creata da Firkus.
A luglio 2020 viene pubblicato il libro Trixie and Katya's Guide to Modern Womanhood, realizzato in duo con Katya Zamolodchikova. Il libro viene annoverato fra i best seller del New York Times.
A febbraio 2021, Firkus annuncia di essere diventato co-proprietario del primo gay bar del Wisconsin, This Is It!, a Milwaukee, che si trovava in una situazione precaria a causa della pandemia di COVID-19.

## Vita privata
Apertamente gay, dal 2016 intrattiene una relazione con il regista David Silver (che ha anche prodotto il documentario Trixie Mattel: Moving Parts).
Nel dicembre 2024, Firkus annunciò la sua separazione da Silver, avvenuta nell’estate dello stesso anno. 

## Filmografia

### Televisione
- RuPaul's Drag Race – programma TV, 12 episodi (2015-2019)[4]
- RuPaul's Drag Race: Untucked! – programma TV, 7 episodi (2015)
- American Horror Story – serie TV, episodio 6x10 (2016)
- The Trixie & Katya Show – talk show (2017-2018)
- RuPaul's Drag Race All Stars – programma TV, 11 episodi (2018-2019)[5]
- RuPaul's Secret Celebrity Drag Race – programma TV, episodio 1x01 (2020)
- The Boulet Brothers' Dragula – programma TV, episodio 4x03 (2021)[6]
- Queen of the Universe – programma TV, 14 episodi (2021-2023)

### Documentari
- Trixie Mattel: Moving Parts (2019)
- Trixie Motel (2022)

### Doppiaggio
- Champagne in Super Drags

## Discografia

### Album in studio
- 2017 - Two Birds
- 2018 - One Stone
- 2020 - Barbara

### EP
- 2009 - Greener
- 2017 - Homemade Christmas

### Colonne sonore
- 2019 - Trixie Mattel: Moving Parts (The Acoustic Soundtrack)

### Raccolte
- 2018 - Two Birds/One Stone

### Singoli
- 2009 - Where the Grass Is Much Greener
- 2009 - You Belong to Me
- 2017 - Mama Don't Make Me Put On the Dress Again
- 2017 - Christmas Without You
- 2017 - The Night Before Contact (feat. Katya Zamolodchikova)
- 2017 - All I Want for Christmas Is Nudes
- 2018 - Moving Parts (Acoustic)
- 2018 - Break Your Heart
- 2019 - Yellow Cloud
- 2020 - Malibu
- 2020 - Strangers (feat. Lavender Country)
- 2020 - Video Games
- 2021 - Blister in the Sun
- 2021 - Jackson (feat. Orville Peck)